# Ōhira
Ōhira (大衡村?) è un villaggio giapponese della prefettura di Miyagi.